# میلادا
شهر میلادا (به پرتغالی: Mealhada) در میلادا در کشور پرتغال واقع شده‌است.
جمعیت این شهر ۵٬۵۰۰ نفر است.
در تاریخ ۲۶ اوت ۲۰۰۳ به عنوان شهر شناخته شد.